# Horní Dvořiště
Horní Dvořiště là một làng thuộc huyện Český Krumlov, vùng Jihočeský, Cộng hòa Séc.

## TGM chào mừng
Tại nhà ga xe lửa địa phương vào thứ sáu 20 tháng 12, 1918 khoảng 13 giờ Quốc hội và các đại diện của các huyện Nam Bohemia được tổng thống Tomáš Garrigue Masaryk khánh thành, với âm nhạc, ca sĩ và các bài phát biểu của đại diện của các quốc gia đồng minh (ý, Mỹ, Anh và Pháp) khi trở về chiến thắng của ông về quê hương của ông. Masaryk trả lời một thời gian ngắn và chào đón những người hiện tại, bao gồm cả thống đốc của Kaplice, người cũng đã đưa ra một bài phát biểu chào đón. Ở đó, ông và con gái ông là Olga, đã gặp con trai ông Jan Masaryk một lần nữa sau 4 năm.